# 조나탕 비아비아니
조나탕 뤼도비크 비아비아니(프랑스어: Jonathan Ludovic Biabiany, 1988년 4월 28일 파리 ~ )는 프랑스의 축구 선수이다. 현재 산 페르난도에서 뛰고 있다.